# Standard Liège
Royal Standard de Liège, normalt kaldt Standard Liège, er en belgisk fodboldklub fra Liège. Klubben blev grundlagt i 1900 af studenter ved the College of Saint-Servais i Liege.
I europæisk sammenhæng nåede klubben i 1982 frem til finalen i UEFA Cup Winners' Cup, hvor man tabte til FC Barcelona.

## Hæder
Belgiens 1. division
- Vinder (10): 1957/58, 1960/61, 1962/63, 1968/69, 1969/70, 1970/71, 1981/82, 1982/83, 2007/08 og 2008/09
- 2. plads (11): 1925/26, 1927/28, 1935/36, 1961/62, 1964/65, 1972/73, 1979/80, 1992/93, 1994/95, 2005/06 og 2010/11

Belgiens pokalturnering
- Vinder (6): 1954, 1966, 1967, 1981, 1993 og 2011
- Finalist (9): 1965, 1972, 1973, 1984, 1988, 1989, 1999 og 2000

## Ekstern kilde/henvisning
- Klubbens officielle hjemmeside (fransk) / (nederlandsk/hollandsk) / (engelsk) / (tysk)